# 新城真司
新城 真司（あらしろ しんじ、1992年2月3日 - ）は、日本の元男子バスケットボール選手である。身長180cm、体重84kgで、ポジションはフォワード。Bリーグ、B2西地区のライジングゼファーフクオカを最後に現役を引退した。

## 来歴
2012-13シーズン、bjリーグ所属の琉球ゴールデンキングスに練習生として入団。2013年7月に、琉球と選手契約を結ぶ。背番号は40。
プロ選手として最初のシーズンとなった2013-14シーズン、新城はレギュラーシーズン12試合に出場し、1試合平均の出場時間は2.1分だった。このシーズン、琉球はファイナルで秋田ノーザンハピネッツを下しリーグ優勝を果たした。
2014-15シーズンも琉球と契約した新城はレギュラーシーズン13試合に出場。2014年12月6日の福島ファイヤーボンズ戦ではプロ初得点を記録した。
2015-16シーズン、新城は琉球に残留。2016年4月9日の広島ライトニング戦では6得点、リバウンド10、アシスト3の成績を残した。琉球はこのシーズン、ファイナルで富山グラウジーズを破り、チームとして通算4度目の優勝。新城は2度目となるリーグ優勝を経験した。
bjリーグとNBLが統合されBリーグとなった2016-17シーズンも琉球に残留した新城は、9試合に出場した。シーズン終了後、琉球は新城との契約を更新せず、5月23日に新城は自由交渉選手となった。
2017年7月26日、B2中地区所属の信州ブレイブウォリアーズと契約した。琉球で着けていた背番号40は既にティム・デゼルスキが着けることになっていたため、新城は0番を着けることになった。
その後1年のブランクを経て、2019年6月20日、B2西地区のライジングゼファーフクオカと契約。背番号は琉球時代に着けてた40となった。

## 個人成績
| シーズン | チーム | GP | GS | MPG | FG%  | 3P%  | FT%  | RPG | APG | SPG | BPG | TO  | PPG |
| -------- | ------ | -- | -- | --- | ---- | ---- | ---- | --- | --- | --- | --- | --- | --- |
| 2013-14  | 琉球   | 12 | 0  | 2.1 | 0.0  | 0.0  | 0.0  | 0.0 | 0.0 | 0.1 | 0.0 | 0.1 | 0.0 |
| 2014-15  | 琉球   | 13 | 0  | 2.7 | 30.0 | 25.0 | -    | 0.3 | 0.0 | 0.0 | 0.0 | 0.1 | 0.5 |
| 2015-16  | 琉球   | 16 | 1  | 5.9 | 27.6 | 0.0  | 44.4 | 1.6 | 0.4 | 0.3 | 0.1 | 0.4 | 1.2 |
| 2016-17  | 琉球   | 9  | 0  | 1.2 | -    | -    | -    | 0.2 | 0.1 | 0.0 | 0.0 | 0.0 | 0.0 |
| 2017-18  | 信州   |    |    |     |      |      |      |     |     |     |     |     |     |